# Trichostigmus whiteheadi
Trichostigmus whiteheadi es una especie de coleóptero de la familia Passalidae.

## Distribución geográfica
Habita en Luzon (Filipinas).